# Rincón (Rincón)
Rincón es un barrio-pueblo ubicado en el municipio de Rincón en el estado libre asociado de Puerto Rico. En el Censo de 2010 tenía una población de 933 habitantes y una densidad poblacional de 3.105,46 personas por km².
Rincón es el área del centro y el centro administrativo de la ciudad.

## Geografía
Rincón se encuentra ubicado en las coordenadas 18°20′20″N 67°15′3″O / 18.33889, -67.25083. Según la Oficina del Censo de los Estados Unidos, Rincón tiene una superficie total de 0.3 km², que corresponden a tierra firme.

## Demografía
Según el censo de 2010, había 933 personas residiendo en Rincón. La densidad de población era de 3.105,46 hab./km². De los 933 habitantes, Rincón estaba compuesto por el 85.32% blancos, el 4.82% eran afroamericanos, el 0.64% eran amerindios, el 0.11% eran asiáticos, el 6% eran de otras razas y el 3.11% pertenecían a dos o más razas. Del total de la población el 98.93% eran hispanos o latinos de cualquier raza.